# Lepidophanes gaussi
Lepidophanes gaussi är en fiskart som först beskrevs av Brauer, 1906.  Lepidophanes gaussi ingår i släktet Lepidophanes och familjen prickfiskar. Inga underarter finns listade i Catalogue of Life.